# Antoine Havet
Antoine Havet (1513, Simencourt, Pas-de-Calais - † 30 de novembre de 1578, Namur) fou un frare dominic d'origen francès. Del 1561 al 1578 fou el primer bisbe de la diòcesi de Namur.
El 1545 participà en el Concili de Trento i formà part del grup de 13 pares conciliars encarregats d'establir l'índex dels llibres prohibits.